# 이스라엘–요르단 평화 조약
이스라엘–요르단 평화 조약(영어: Treaty of Peace Between the State of Israel and the Hashemite Kingdom of Jordan, 아랍어: معاهدة السلام الأردنية الإسرائيلية, 히브리어: הסכם השלום בין ישראל לירדן)은 1994년 10월 26일 이스라엘과 요르단이 채결한 평화 조약이다. 이스라엘의 총리인 이츠하크 라빈, 요르단의 국왕인 후세인 1세가 서명하였다. 아라바에서 미국 대통령 빌 클린턴 입회하에 체결하였다. 요르단은 아랍 국가 중 이집트에 이어 이스라엘과의 평화 조약을 체결한 국가가 되었다.

## 같이 보기
- 아랍-이스라엘 분쟁
- 캠프 데이비드 협정
- 이집트–이스라엘 평화 조약
- 아랍에미리트-이스라엘 협정